# Wiener-Wurst
Die Wiener-Wurst bezeichnet in der Mathematik einen stochastischen Prozess, der eine {\displaystyle \varepsilon }-Umgebung der brownschen Bewegung bzw. des Wienerprozesses ist.
Die Wiener-Wurst ist nach Norbert Wiener benannt.

## Wiener-Wurst
Sei {\displaystyle (B_{t})_{t\geq 0}} ein {\displaystyle d}-dimensionaler Standard-Wienerprozess. Die Wiener-Wurst ist der durch den Radius {\displaystyle \varepsilon >0} und die {\displaystyle \varepsilon }-Umgebung {\displaystyle U_{\varepsilon }} induzierte Prozess
{\displaystyle W^{(\varepsilon )}(t)=\bigcup \limits _{s\leq t}U_{\varepsilon }(B_{s}).}

## Resultate

### Volumen der Wiener-Wurst
Sei {\displaystyle V(t,\varepsilon )} das Lebesgue-Maß der Wiener-Wurst, dann gilt
{\displaystyle \lim \limits _{t\to \infty }t^{-d/(2+d)}\log \mathbb {E} \left[e^{-\nu V(t,\varepsilon )}\right]=-k(d)\nu ^{2/(2+d)},}
wobei
{\displaystyle k(d)={\frac {d+2}{d}}\left({\frac {2\lambda _{d}}{d}}\right)^{d/(d+2)}\omega _{d}^{2/(2+d)}}
unabhängig von {\displaystyle \varepsilon } und {\displaystyle \nu } ist. {\displaystyle \lambda _{d}} bezeichnet den kleinsten Eigenwert des Dirichletproblems {\displaystyle \Delta {\tfrac {1}{2}}} auf dem Einheitsball in {\displaystyle \mathbb {R} ^{d}} ({\displaystyle \Delta } ist der Laplace-Operator) und {\displaystyle \omega _{d}} ist das Volumen des {\displaystyle d}-dimensionalen Einheitsballes. Das Resultat wurde von Monroe D. Donsker und S. R. Srinivasa Varadhan mit Hilfe der Variationsrechnung hergeleitet.